# Raymond Delisle
Raymond Delisle (Ancteville, 11 marzo 1943 – Hébécrevon, 11 agosto 2013) è stato un ciclista su strada francese.
Professionista dal 1965 al 1977 fu campione francese di ciclismo su strada nel 1969, vinse due tappe al Tour de France ed una alla Vuelta a España.
Al Tour de France 1976, inoltre, indossò per due giorni la Maglia gialla simbolo del primato in classifica generale e conquistò il Premio della Combattività.

## Carriera
Delisle fu uno dei migliori dilettanti francesi della sua epoca; dotato di buone doti di passista-scalatore seppe distinguersi sia nelle prove contro il tempo, soprattutto nella specialità della cronosquadre, che nelle prove a tappe. Nel 1963 salì sul terzo gradino del podio di due delle più importanti corse a tappe della categoria, che si correvano in Francia: il Tour de l'Avenir e la Route de France. Inoltre fu secondo al Grand Prix de France, una importante competizione contro il tempo, dietro Jean Dumont; l'anno successivo si laureò campione di Francia a squadre.
Passò professionista nel 1965 sotto le file della Peugeot, formazione in cui militerà per quasi l'intera durata della sua carriera ed in cui, pur dovendo mettersi spesso al servizio dei capitani, come Roger Pingeon, riuscì a cogliere importanti vittorie e prestigiosi piazzamenti.
Fra il 1965 ed il 1968 ebbe modo di partecipare a tutti e tre i Grandi giri e a molte delle classiche, ai mondiali, ai campionati nazionali ed in generale alle più importanti corse del panorama europeo, riuscendo anche a conseguire significativi piazzamenti fra cui: secondo al Tour de Romandie e al Grand Prix du Midi Libre nel 1966, rispettivamente dietro Gianni Motta e Jean-Claude Theillière, terzo al Tour de Luxembourg e al Critérium national nel 1967 e secondo alla Bordeaux-Parigi e di nuovo al Tour de Romandie dietro i belgi Eddy Merckx ed Émile Bodart.
Fu però nel 1969 che le sue doti riuscirono finalmente ad emergere. Vinse un buon numero di corse fra febbraio e maggio, fra cui la Polymultipliée, fu secondo sia al Critérium National che al Critérium des As e colse buoni piazzamenti nelle brevi corse a tappe come Parigi-Nizza e Tour de Romandie. 
Tuttavia la più significativa soddisfazione la ebbe a luglio al Tour de France, in cui si presentava con le effigie di campione francese che aveva conquistato poche settimane prima sul circuito di Soissons.
Vinse la sedicesima frazione di quella edizione della Grande Boucle, con arrivo a Luchon, il giorno del 14 luglio, resistendo all'inseguimento di Merckx e Jan Janssen e diventando, ad ora, l'unico ciclista francese in grado di vincere la tappa del giorno di festa nazionale con indosso la maglia di campione nazionale.
Fra il 1970-1971 continuò a realizzare buone prestazioni ma non riuscì a compiere una nuova impresa vincente del tenore di quella del 1969. Seppe dimostrarsi comunque un buon uomo squadra, soprattutto al servizio del giovane Bernard Thévenet.
Dopo questo periodo di leggero appannamento, quanto a risultati personali, nel quadriennio successivo la sua carriera procedette in maniera più brillante. Colse successi di tappa al Tour de Romandie, alla Setmana Catalana de Ciclisme, alla Parigi-Nizza e alla Vuelta a España, salì sui podi di Tour de Romandie (terzo nel 1972) e Critérium National (terzo nel 1974) e ottenne in generale buoni piazzamenti nelle brevi corse a tappe, ma anche al Tour de France chiudendo spesso nei primi quindici della classifica generale finale.
Nel 1976 realizzò quella che fu, forse, la sua miglior stagione fra i professionisti. Conseguì sin da inizio stagione ottimi risultati nelle brevi corse a tappe, fra cui spicca il terzo posto al Critérium du Dauphiné Libéré, ma senza arrivare al successo pieno. Prese quindi parte al Tour di nuovo in appoggio del compagno, nonché campione uscente, Thévenet.
La corsa, orfana della presenza di Merckx, aveva comunque una lista di partenti di primo ordine. Difatti, oltre Thévenet, c'erano l'eterno battuto Raymond Poulidor, l'olandese Joop Zoetemelk, gli spagnoli Francisco Galdós, Vicente López Carril e Luis Ocaña, i belgi Michel Pollentier e Freddy Maertens e gli italiani Gianbattista Baronchelli e Wladimiro Panizza.
Alla nona tappa, che concludeva la parte di gara dedicata alle Alpi, era previsto l'arrivo all'Alpe d'Huez; in questa occasione si cominciarono a delineare le gerarchie della corsa con Van Impe e Zoetemelk che apparivano i più forti e riuscirono a guadagnare molto tempo sul resto degli avversari. Difatti, in quell'occasione, il primo conquistò la tappa e il secondo la vetta della classifica.
Dopo quattro giorni, a Pyrénées 2000, nella prima delle tappe pirenaiche, Delisle riuscì a realizzare una vera e propria impresa vincendo in solitaria la frazione con quasi cinque minuti di vantaggio sui più prossimi avversari e distanziando i vertici della classifica di oltre sei minuti e trenta secondi.
Quello splendido assolo gli consentì di raggiungere anche la vetta della graduatoria generale provvisoria e di indossare per la prima ed unica volta in carriera la prestigiosa Maglia gialla. 
Porterà il simbolo del primato per due soli giorni poiché nel corso della quattordicesima tappa, la Saint-Gaudens-Saint-Lary-Soulan-Pla d'Adet che prevedeva le scalate di Cols de Mente, Col de Portillon, Col de Peyresourde e l'arrivo in salita a Pla d'Adet, lo perderà a favore del belga Van Impe che con una grande azione da lontano conquisterà tappa e maglia, gettando le basi per la vittoria definitiva di quel Tour; Thévenet, invece, attraverserà una giornata difficilissima e terminerà con grande distacco dal vincitore e più avanti, nel corso della diciannovesima, tappa si ritirerà. Quest'ultime vicissitudini permisero a Delisle di poter continuare fare la propria classifica e di lottare fino all'ultimo per il podio di Parigi. A giocarsela con Delisle furono Poulidor e l'italiano Walter Riccomi. L'epilogo si ebbe alla prima semitappa della giornata conclusiva in cui si affrontava una brevissima cronometro individuale che vide Poulidor aggiudicarsi il terzo posto della classifica generale per soli nove secondi su Delisle e trenta su Riccomi. Delisle salirà comunque sul podio finale della Grande Boucle poiché verrà premiato con il titolo di atleta più combattivo di quella edizione.
Il 1977 sarà l'ultimo anno di professionismo per Delisle, il primo ed unico corso con una maglia diversa da quella bianco-nera della Peugeot. Vincerà per la seconda volta in carriera il Polymultipliée e salirà per una ultima occasione sul podio del Criterium National, preceduto questa volta da Jean Chassang
Chiamato ad aiutare Zoetemelk al Tour chiuderà la corsa, vinta dal vecchio compagno di squadra Thévenet, al nono posto, una posizione dietro il suo capitano.
Al termine della carriera acquistò con la moglie Mirelle una casa padronale che trasformarono e gestirono come albergo.
In una intervista a L'Équipe del 7 luglio 1977 ammise di aver fatto uso di anfetamine e che questa pratica era usuale in gruppo in quegli anni, in quanto erano usate come corroborante nei giorni di grande stanchezza.

## Palmarès
- 1963 (Dilettanti, tre vittorie)

Tour du Lac Lèman dilettanti
7ª tappa, 1ª semitappa Route de France
2ª tappa Grand Prix "L'Economique"
4ª tappa, 1ª semitappa Grand Prix "L'Economique"
- 1964 (Dilettanti, due vittorie)

Tour d'Eure-et-Loir
8ª tappa 8 jours de l'Ouest
- 1966 (Peugeot, due vittorie)

2ª prova Grand Prix de Petit Varios - Le Mont Faron (La Seyne > Mont Faron)
Classifica generale Grand Prix de Petit Varios - Le Mont Faron (corsa in salita)
- 1969 (Peugeot, sei vittorie)

Campionati francesi, Prova in linea
Polymultipliée
Tour de l'Hérault
Grand Prix d'Antibes
Grand Prix Marseillaise-Languedoc
16ª tappa Tour de France (Castelnaudary > Luchon)
- 1970 (Peugeout, cinque vittorie)

Circuit des genêts verts - Maël-Pestivie
Puy de Dome - Prova a cronometro
2ª prova Trophée d'Europe de la Montagne (cronometro)
Classifica generale Trophée d'Europe de la Montagne (corsa in salita)
Prologo Critérium du Dauphiné Libéré (cronometro)
- 1972 (Peugeot, due vittorie)

2ª tappa Tour de Romandie (Grimentz > Moléson Village)
3ª tappa Setmana Catalana de Ciclisme (Montblanch > Andorra)
- 1973 (Peugeot, due vittoria)

Grand Prix de Nice
1ª tappa Setmana Catalana de Ciclisme (Malgrat de Mar > Berga)
- 1974 (Peugeot, una vittoria)

10ª tappa, 1ª semitappa Vuelta a España (Los Ángeles de San Rafael, cronometro)
- 1975 (Peugeot, sette vittorie)

Genova-Nizza
Draguignan-Seillans
1ª prova Course de côte du Mont Chauve (Prova in linea)
2ª prova Course de côte du Mont Chauve (Prova a cronometro)
Classifica generale Course de côte du Mont Chauve (Corsa in salita)
6ª tappa, 2ª semitappa Parigi-Nizza (Tolone > Draguignan)
7ª tappa, 1ª semitappa Parigi-Nizza (Seillans > Nizza)
- 1976 (Peugeot, )

13ª tappa Tour de France (Port-Barcarès > Pyrénées 2000)
- 1977 (Miko, una vittoria)

Polymultipliée

### Altri successi
- 1961 (Dilettanti, una vittoria)

Test olympique par équipes à Compiègne (con Jean Jourden, Jean-Claude Wuillemin, e Pierre Saint-André)
- 1962 (Dilettanti, una vittoria)

Jeux de l'Amitié à Abidjan (Cronosquadre)
- 1963 (Dilettanti, una vittoria)

Criterium di Auffargis
- 1964 (Dilettanti, tre vittorie)

Campionati francesi, Cronosquadre (con Roger Milliot, Désiré Letort e Jean Jourden)
Laeken, Cronosquadre (con Roger Milliot, Désiré Letort e Jean Jourden)
Criterium di Evreux
- 1965 (Peugeot, due vittorie)

Classifica scalatori Tour de Romandie
Criterium di Hénanbihen
- 1966 (Peugeot, tre vittorie)

Lescouet-Jugon (Criterium)
Nocturne de la Sainte Madeleine - Hyères (Criterium)
Criterium di Brionne
- 1967 (Peugeot, una vittoria)

Criterium di Muneville
- 1968 (Peugeot, cinque vittorie)

Flers de l'Orne (Criterium)
Grand Prix de Biot (Criterium)
Criterium di Saint-Brice-en-Coglès
Criterium di Sizun
Criterium di Poullaouen
- 1969 (Peugeot, tre vittoria)

Criterium di Le Mesnilbus
Criterium di Saint-Brieuc
Criterium di Patay
- 1970 (Peugeout, due vittorie)

Circuit des Genêts Verts à Mael-Pestivien (Criterium)
Criterium di Commentry
- 1971 (Peugeot, due vittorie)

Ronde des Korrigans - Camors (Criterium)
Criterium di Périers
- 1972 (Peugeot, una vittoria)

Ronde des Korrigans - Camors (Criterium)
- 1973 (Peugeot, una vittoria)

Criterium di Jurancon
- 1975 (Peugeot, tre vittorie)

Classifica scalatori Parigi-Nizza
Grand Prix Chistr'Per-Souvenir Daniel Le Breton - Cléguérec (Criterium)
Criterium di Hénon
- 1976 (Peugeot, cinque vittorie)

Premio della Combattività Tour de France
Due giorni in Maglia gialla al Tour de France
Criterium di Plessala
Criterium d Putanges
Criterium di Saint-Pol-sur-Ternoise
- 1977 (Miko, una vittoria)

Lescouet-Jugon (Criterium)

## Piazzamenti

### Grandi giri
- Giro d'Italia

1968: 39º
- Tour de France

1965: ritirato (alla 11ª tappa)
1966: 21º
1967: 26º
1969: 37º
1970: 11º
1971: 77º
1972: 11º
1973: 11º
1974: 12º
1975: 16º
1976: 4º
1977: 9º
- Vuelta a España

1967: ritirato (alla ?ª tappa)
1974: ritirato (alla 19ª tappa, 2ª semitappa)

### Classiche monumento
- Milano-Sanremo

1965: 41º
1979: 40º
1972: 69º
1975: 57º
- Liegi-Bastogne-Liegi

1971: 8º
1972: 7º
1974: squalificato
1975: 11º
- Giro di Lombardia

1967: 8º
1969: 8º
1970: 25º
1971: 20º
1972: 7º

### Competizioni mondiali
- Campionati del mondo

Ronse 1963 - In linea dilettanti: 23º
Sallanches 1964 - In linea dilettanti: 35º
Imola 1968 - In linea: ritirato
Zolder 1969 - In linea: 31º
Leicester 1970 - In linea: 57º
Gap 1972 - In linea: ritirato